# Seznam představitelů městské části Brno-střed
Seznam představitelů městské části Brno-střed.
Městská část vznikla 24. listopadu 1990 a zahrnuje několik historických částí a katastrálních území města. 
Například dlouholetým starostou Starého Brna byl Emil Josef Leopold Weeger

## Starostové po roce 1989
| Ve funkci                   | Jméno                     | Strana   |
| 6. 12. 1990 – 2. 12. 1994   | Pavel Rubina              |          |
| 2. 12. 1994 – 30. 11. 1998  | Ing. Jarmila Horová, CSc. | ODS      |
| 30. 11. 1998 – 2002         | Josef Kameníček           | ODS      |
| 2002 – 3. 5. 2005           | Josef Kameníček           | ODS      |
| 4. 5. 2005 - 3. 11. 2006    | MUDr. Dagmar Hrubá        | ODS      |
| 3. 11. 2006 – 17. 12. 2007  | Mgr. Michal Bortel        | ČSSD     |
| 6. 2. 2008 – 2. 7. 2008     | MUDr. Dagmar Hrubá        | ODS      |
| 2. 7. 2008 – 8. 11. 2010    | Mgr. Libor Šťástka        | ODS      |
| 8. 11. 2010 – 19. 11. 2014  | Mgr. Libor Šťástka        | ODS      |
| 19. 11. 2014 – 21. 11. 2018 | Martin Landa              | Žít Brno |
| 21. 11. 2018 –              | Vojtěch Mencl             | ODS      |